# Gourapur-M-Adur, Haveri
Gourapur-M-Adur là một làng thuộc tehsil Haveri, huyện Haveri, bang Karnataka, Ấn Độ.